# Ratatata
Ratatata (Eigenschreibweise in Großbuchstaben) ist ein Lied der japanischen Kawaii-Metal-Band Babymetal aus dem Jahr 2024, in Zusammenarbeit mit der deutschen Metalcoreband Electric Callboy.

## Entstehung und Veröffentlichung
Getextet und komponiert wurde das Lied gemeinsam von Daniel Haniß, MK-Metal, Norimetal, Kevin Ratajczak, Manuel Renner, Nico Sallach und Pascal Schillo, größtenteils den Mitglieder beider Bands. Die Autoren Haniß, Ratajczak, Sallach und Schillo zeichneten zudem, zusammen mit Kobametal, für die Produktion verantwortlich.
Die musikalische Zusammenarbeit zwischen Babymetal und Electric Callboy wurde am 16. Mai 2024 in einem Teaser-Video angekündigt. Die Musiker von Electric Callboy kündigten bereits im März an, ein Lied in Zusammenarbeit mit einer anderen Band zu erarbeiten, ohne dabei den Namen dieser zu nennen. Laut den Musikern von Electric Callboy habe die musikalische Zusammenarbeit mit Babymetal „viel Spaß“ gemacht. So hätten die Musiker ihre gemeinsamen Kräfte gebündelt und als Ergebnis sei „das Beste beider Welten“ herausgekommen.
Die Erstveröffentlichung von Ratatata erfolgte schließlich als Single am 23. Mai 2024 bei Century Media. Diese erschien als digitaler Einzeltrack zum Download und Streaming (Katalognummer: 19687211469).
Um das Lied zu bewerben, erfolgte unter anderem ein gemeinsamer Liveauftritt beim Fox_Fest im japanischen Saitama am 25. Mai 2024.

## Inhalt
Laut Musicstax weist das Lied einen 4⁄4-Takt und ein Tempo von 140 Schlägen pro Minute auf. Als Haupttonart nennt Musikstax F-Moll.
Der Liedtext ist überwiegend in englischer Sprache gehalten, weist aber auch einige japanischsprachige Zeilen auf.

## Musikvideos
Ein Musikvideo, produziert und editiert von den Schillo-Brüdern – die zudem Regie führten – feierte am Tag der Singleveröffentlichung auf der Videoplattform YouTube seine Premiere. Bis Mai 2025 wurde das Video über 43 Millionen Mal aufgerufen.
Ein sogenanntes Performance-Video, aufgezeichnet am 25. Mai 2024 während der Erstaustragung des von Babymetal organisierten Fox_Fest, folgte wenige Wochen später. Dieses Video zählte bis Mai 2025 mehr als fünf Millionen Aufrufe.

## Mitwirkende
| Babymetal - Suzuka Nakamoto – Gesang - Moa Kikuchi – Gesang - Momoko Okazaki – Gesang Electric Callboy - Kevin Ratajczak – Gesang, Keyboard, Programmierung - Nico Sallach – Gesang - Daniel Haniß – Leadgitarre - Pascal Schillo – Rhythmusgitarre - Daniel Klossek – Begleitgesang, E-Bass - David Friedrich – Schlagzeug Visualisierung - Pascal Schillo – Regie (Musikvideo) | Produktion - Kobametal – Musikproduktion - MK-Metal – Komposition, Liedtext - Nori-Metal – Komposition, Liedtext - Christoph Wieczorek – Mastering - Manuel Renner – Komposition, Liedtext - Suzuka Nakamoto – Engineering - Moa Kikuchi – Engineering - Momoko Okazaki – Engineering - Kevin Ratajczak – Engineering, Komposition, Liedtext, Musikproduktion - Nico Sallach – Engineering, Komposition, Liedtext, Musikproduktion - Daniel Haniß – Abmischung, Engineering, Komposition, Liedtext, Musikproduktion - Pascal Schillo – Engineering, Komposition, Liedtext, Musikproduktion - Daniel Klossek – Engineering - David Friedrich – Engineering |

## Rezeption

### Rezensionen
Felicia Aghaye beschrieb in einem Artikel für das Diffus-Onlinemusikmagazin Ratatata als „abgefahrene Kawaii-Metal-Electronicore-Nummer“, in welcher „eingängige Pop-Melodien auf harte Gitarrenriffs und exzessives Shouten“ aufeinandertreffen. Der party-zentrierte Sound von Electric Callboy mit dessen Einflüssen aus Dubstep und Metalcore passe „wie die Faust aufs Auge zu Babymetals Mischung aus J-Pop und Power Metal.“ Sandra R. schrieb in ihrem Newsartikel bei Time for Metal, dass das Lied die charakteristischen Stile beider Gruppen meisterhaft vereine und die Musik an neue Grenezen treibe.
Hesher Keenan schrieb in seinem Artikel auf Metalsucks, dass die Zusammenarbeit beider Gruppe eine Aktion darstellt, die Gatekeeper und „Das-ist-kein-Metal“-Schreihälse anpissen dürfte und bezeichnete das Lied als einen Molotowcocktail der Eingängigkeit. Das Lied ist nicht brutal, kein kvlt, aber dafür guter, unbeschwerter Spaß. Für Consequence schrieb Jon Hadusek über das Lied. Er schrieb, dass die Zusammenarbeit „zwei der bekanntesten Verfechter des Dance Metal“ zueinanderführe und die Erwartungen erfülle. Technische Metal-Riffs werden in einem pulsieren EDM-Beat eingeflöst. Die beiden Gruppen teilen sich die Gesangsparts auf: Während Babymetal die höheren Melodien übernehmen, tragen Electric Callboy den Schreigesang des Metalcore bei.

### Bestenlisten
Der britische Metal Hammer listete Ratatata auf Platz eins der „50 Besten Metalsongs des Jahres 2024“.

### Mediale Verwendung
Ratatata wurde als Titellied der WWE-Veranstaltung Bash in Berlin ausgewählt. Das Lied ist im Videospielsoundtrack des Spiels WWE 2k25 zu finden. Im Oktober 2024 erschien ein von den Musikern entwickeltes Free-to-Play-Rhythmusspiel, das auf Computer, Notebooks und Smartphones spielbar ist. In diesem Spiel ist Ratatata das einzig spielbare Lied. In dem Spiel müssen die Spieler Blöcke zerstören, die von den Babymetal-Sängerinnen auf diese zugeworfen werden.

### Preise
Das Lied wurde am 17. April 2025 bei den Music Awards Japan in der Kategorie Best Cross-Border Collaboration Song nominiert. Der Preis wird am 21. und 22. Mai 2025 erstmals verliehen.

## Chartplatzierungen
Ratatata avancierte zum Charthit in Deutschland (Rang 55) und Österreich (Rang 66). Für Babymetal ist es in beiden Ländern der erste Charterfolg in den Singlecharts, während es für Electric Callboy der sechste Charthit in Deutschland sowie ebenfalls der erste in Österreich war. In Japan, den Vereinigten Staaten und dem Vereinigten Königreich verfehlte das Lied die offiziellen Singlecharts, konnte sich jedoch in verschiedenen Genrecharts platzieren, so unter anderem Platz eins der US-amerikanischen Hard Rock Digital Song Sales Charts.
| ChartsChartplatzierungen | Höchstplatzierung | Wochen |
| ------------------------ | ----------------- | ------ |
| Deutschland (GfK)        | 55 (3 Wo.)        | 3      |
| Österreich (Ö3)          | 66 (1 Wo.)        | 1      |